# Извођачке уметности у Србији
Извођачке уметности у Србији обухватају богат и разнолик спектар уметничких форми које се изводе пред публиком, укључујући позориште, филм, музику, плес и оперу. Оне представљају кључни део културног идентитета Србије, са дубоким историјским коренима у народној традицији, али и са живом и динамичном савременом сценом. Развој извођачких уметности нераскидиво је повезан са оснивањем важних културних институција, попут Српског народног позоришта у Новом Саду (1861) и Народног позоришта у Београду (1868), које и данас представљају стубове културног живота земље.

## Позориште
Традиција позоришне уметности у Србији сеже у средњовековне верске игре, али се модерно позориште рађа у првој половини 19. века у Војводини, тада у саставу Аустријског царства. Зачетником се сматра Јоаким Вујић, који је у Пешти и Новом Саду организовао прве световне позоришне представе на српском језику. Велики допринос дао је и Јован Стерија Поповић, не само као најзначајнији комедиограф, већ и као организатор позоришног живота.
Оснивањем професионалних позоришта у Новом Саду и Београду у другој половини 19. века, позориште постаје централно место културног живота. У 20. веку, београдска позоришна сцена доживљава процват оснивањем Југословенског драмског позоришта (1947), Атељеа 212 (1956) и Звездара театра (1984), који су неговали како класични, тако и авангардни репертоар. Српско позориште је изнедрило глумачке легенде попут Зорана Радмиловића, Мире Ступице, Павла Вуисића и Данила Бате Стојковића.
Србија је домаћин два изузетно значајна међународна позоришна фестивала: БИТЕФ-а, основаног 1967. године захваљујући визији Мире Траиловић и Јована Ћирилова, који представља нове позоришне тенденције, и Стеријиног позорја у Новом Саду, најважнијег фестивала националне драме.

## Филм
Први филм у Србији приказан је 1896. године, само шест месеци након париске премијере. Први српски дугометражни играни филм, Живот и дела бесмртног вожда Карађорђа, снимио је Чича Илија Станојевић 1911. године. Након Другог светског рата, уз подршку државе, развија се снажна филмска индустрија, позната по жанру партизанских филмова.
Врхунац српске и југословенске кинематографије представља Црни талас 1960-их и 1970-их година. Редитељи попут Живојина Павловића (Кад будем мртав и бео), Душана Макавејева (W.R. Мистерије организма) и Александра Саше Петровића (Скупљачи перја) својим критичким и неконвенционалним филмовима освајају светске фестивале. На њих се надовезује генерација "прашке школе" (ФАМУ) коју чине Емир Кустурица, Горан Паскаљевић, Срђан Карановић и Горан Марковић.
Савремени српски филм наставља да буде присутан на међународној сцени. Најважнија филмска смотра у земљи је Међународни филмски фестивал ФЕСТ у Београду, основан 1971. године.

## Музика
Музичка сцена у Србији је изузетно разнолика. Традиционална народна музика се разликује од региона до региона, а карактерише је употреба инструмената попут фруле, гусала и тамбуре. Светски феномен је трубаштво, које се сваке године слави на Сабору трубача у Гучи.
Темеље српске класичне музике поставили су композитори из 19. века, Корнелије Станковић, као оснивач српске пијанистичке музике, и Стеван Стојановић Мокрањац, чије су "Руковети" врхунац хорске музике. Најзначајније институције су Београдска филхармонија и оркестри и хорови РТС-а, а централна концертна дворана је Коларчева задужбина.
Популарна музика има богату традицију, посебно у домену рокенрола из периода СФРЈ, са култним бендовима попут Рибље Чорбе, Смака и Екатарине Велике. Данас је Србија домаћин два светски позната музичка фестивала: Егзит у Новом Саду (поп, рок, електронска музика) и Нишвил у Нишу (џез музика).

## Плес
Плесна уметност у Србији има два главна тока: традиционалну народну игру и уметнички плес.
Коло је најраспрострањенија народна игра, која има важну друштвену функцију на окупљањима, свадбама и прославама. Симболизује заједништво и изводи се у ланцу играча уз карактеристичну музику. Због свог значаја, коло је 2017. године уписано на Унескову Репрезентативну листу нематеријалног културног наслеђа човечанства.
Професионална балетска сцена везана је за оснивање ансамбла Балет Народног позоришта у Београду 1920-их година, који је изнедрио играче међународне славе попут Милорада Мишковића и Душанке Сифниос. Поред класичног балета, у последњим деценијама развила се и жива сцена савременог плеса, чији је најзначајнији репрезент Београдски фестивал игре, један од најважнијих у Европи.

## Опера
Оперска уметност у Србији је институционално везана за оперске куће Народног позоришта у Београду и Српског народног позоришта у Новом Саду. Прва српска опера је "На уранку" композитора Станислава Биничког, премијерно изведена 1903. године. Српска оперска сцена је дала значајна имена светског гласа, међу којима су сопрани Бисерка Цвејић и Милка Стојановић. Репертоар данас обухвата како светске класике Вердија, Пучинија и Моцарта, тако и дела домаћих композитора попут Петра Коњовића ("Кнез од Зете").